# Исакова, Зинаида Закриевна
Зинаи́да Закри́евна Иса́кова (8 марта 1926, Ведено, Северо-Кавказский край — 2009) — советская и российская актриса, Народная артистка Чеченской Республики (2008), общественный деятель.

## Биография
Родилась 8 марта 1926 года в с. Ведено, Чечня. В возрасте девяти лет она приняла участие в спектакле «Красная крепость». Автором пьесы был Саид Бадуев. Юной девочкой она начала работать в национальной драматической студии, которая позднее была преобразована в Чечено-Ингушский государственный драматический театр.
Проработала в театре более 50 лет. Сыграла 150 ролей. Не была замужем. Посвятила жизнь сцене.
В 1977 году ей было присвоено звание Заслуженной артистки Чечено-Ингушской АССР, а в 2008 году — Народной артистки Чеченской Республики.
В 1986 году ушла на персональную пенсию, но и после этого продолжала участвовать в работе театра: играла эпизодические роли, участвовала в массовках.

 В Чечне артисткой быть сложно. В народе бытует мнение, что артист – человек вольный. Это неприлично, позорно. Приходится пробиваться сквозь непонимание и осуждение. Осуждение бывает не словами, а кинжалом и пулей. Мою подругу, Розу Бутиеву, убил брат её мужа, едва узнав, что та – артистка. Розе было девятнадцать лет!— Зинаида Исакова
В Великую Отечественную войну Зинаида Исакова была ранена. Второе ранение актриса получила в г. Грозном во время чеченской войны.
Избиралась депутатом городского и районного советов народных депутатов. Долгое время была председателем районного совета ветеранов Великой Отечественной войны Грозного.

## Спектакли
- «Красная крепость», Саид Бадуев
- «Бешто», Мималт Солцаев;
- «Бож-Али», Абдул-Хамид Хамидов;
- «Бессмертные», Абдул-Хамид Хамидов;
- «Совдат и Дауд», Абдул-Хамид Хамидов;
- «Из тьмы веков», Идрис Базоркин, Мималт Солцаев;
- «Песни вайнахов», Руслан Хакишев;
- «Земля отцов», Руслан Хакишев;
- «Женитьба», Николай Гоголь;
- «Накануне», А. Афиногенова;
- «Асламбек Шерипов», Халид Ошаев;
- «Селасат», Халид Ошаев;
- «Два арбуза в одной руке», Халид Ошаев;
- «Черная коса», Лечи Яхьяев;
- «Обет», Лечи Яхьяев.

## Награды
- Медаль «За доблестный труд в Великой Отечественной войне 1941—1945 гг.».
- медаль «За доблестный труд и в ознаменование 100-летия В. И. Ленина».
- медаль «За освоение целинных земель».
- медаль «Ветеран труда».
- Народная артистка Чеченской Республики (2008)[4].
- Заслуженная артистка Чечено-Ингушской АССР (1977).
- нагрудный знак «За заслуги перед ЧИАССР».
- «Почётный знак Всероссийского Совета ветеранов Великой Отечественной войны».